# Санта Катерина (Гросето)
Санта Катерина (итал. Santa Caterina) је насеље у Италији у округу Гросето, региону Тоскана.
Према процени из 2011. у насељу је живело 230 становника. Насеље се налази на надморској висини од 664 м.